# حوزه انتخابیه دوم ماساچوست
حوزه انتخابیه دوم ماساچوست یک حوزه انتخابیه مجلس نمایندگان آمریکا است که در ایالت ماساچوست قرار دارد.